# Parlamentswahlen in Italien 1992
- PRC: 35
- PDS: 107
- Verdi: 16
- LR: 12
- PSI: 92
- PSDI: 16
- LMP: 7
- PRI: 27
- Sonst.: 2
- UV: 1
- SVP: 3
- DC: 206
- PLI: 17
- LN: 55
- MSI: 34

Die Parlamentswahlen von 1992 fanden am 5. und 6. April 1992 statt. Sie waren die zwölften nach dem Ende des Zweiten Weltkriegs sowie der Einführung des allgemeinen Männer- und Frauenwahlrechts und fielen in eine Phase umfangreicher juristischer Untersuchungen gegen Korruption, Amtsmissbrauch und illegale Parteienfinanzierung auf politischer Ebene.

## Ergebnisse

### Camera dei deputati
| Listen                   | Listen                                          | Stimmen    | %    | Mandate |
| ------------------------ | ----------------------------------------------- | ---------- | ---- | ------- |
|                          | Democrazia Cristiana                            | 11.640.265 | 29,7 | 206     |
|                          | Partito Democratico della Sinistra              | 6.321.084  | 16,1 | 107     |
|                          | Partito Socialista Italiano                     | 5.343.930  | 13,6 | 92      |
|                          | Lega Nord                                       | 3.396.012  | 8,7  | 55      |
|                          | Partito della Rifondazione Comunista            | 2.204.641  | 5,6  | 35      |
|                          | Movimento Sociale Italiano – Destra Nazionale   | 2.107.037  | 5,4  | 34      |
|                          | Partito Repubblicano Italiano                   | 1.722.465  | 4,4  | 27      |
|                          | Partito Liberale Italiano                       | 1.121.264  | 2,9  | 17      |
|                          | Federazione dei Verdi                           | 1.093.995  | 2,8  | 16      |
|                          | Partito Socialista Democratico Italiano         | 1.064.647  | 2,7  | 16      |
|                          | La Rete                                         | 730.171    | 1,9  | 12      |
|                          | Lista Marco Pannella                            | 485.694    | 1,2  | 7       |
|                          | Sì Referendum                                   | 319.812    | 0,8  | −       |
|                          | Partito Pensionati                              | 246.379    | 0,6  | −       |
|                          | Südtiroler Volkspartei                          | 198.447    | 0,5  | 3       |
|                          | Federalismo (PSdA – UV – SSk – MM – UfS – MPUV) | 196.025    | 0,5  | 2       |
|                          | Caccia Pesca Ambiente                           | 192.799    | 0,5  | −       |
|                          | Lega Autonomia Veneta                           | 152.301    | 0,4  | 1       |
|                          | La Lega Casalinghe-Pensionati                   | 133.717    | 0,3  | −       |
|                          | Sonstige                                        | 602.390    | 1,5  | 0       |
| Gesamt                   | Gesamt                                          | 39.247.275 | 100  | 630     |
|                          |                                                 |            |      |         |
| Ungültige Stimmen        | Ungültige Stimmen                               | 2.232.489  | 5,4  |         |
| Wähler                   | Wähler                                          | 41.479.764 | 87,3 |         |
| Wahlberechtigte          | Wahlberechtigte                                 | 47.486.964 |      |         |
|                          |                                                 |            |      |         |
| Quelle: Innenministerium |                                                 |            |      |         |

### Senato della Repubblica
| Listen                   | Listen                                          | Stimmen    | %    | Mandate |
| ------------------------ | ----------------------------------------------- | ---------- | ---- | ------- |
|                          | Democrazia Cristiana                            | 9.088.494  | 27,3 | 107     |
|                          | Partito Democratico della Sinistra              | 5.682.888  | 17,1 | 64      |
|                          | Partito Socialista Italiano                     | 4.523.873  | 13,6 | 49      |
|                          | Lega Nord                                       | 2.732.461  | 8,2  | 25      |
|                          | Partito della Rifondazione Comunista            | 2.171.950  | 6,5  | 20      |
|                          | Movimento Sociale Italiano – Destra Nazionale   | 2.171.215  | 6,5  | 16      |
|                          | Partito Repubblicano Italiano                   | 1.565.142  | 4,7  | 10      |
|                          | Federazione dei Verdi                           | 1.027.303  | 3,1  | 4       |
|                          | Partito Liberale Italiano                       | 939.159    | 2,8  | 4       |
|                          | Partito Socialista Democratico Italiano         | 853.895    | 2,6  | 3       |
|                          | Sì Referendum                                   | 332.318    | 1,0  | −       |
|                          | La Rete                                         | 239.868    | 0,7  | 3       |
|                          | Partito Pensionati                              | 215.889    | 0,6  | −       |
|                          | Federalismo (PSdA – UV – SSk – MM – UfS – MPUV) | 208.863    | 0,6  | 2       |
|                          | Südtiroler Volkspartei                          | 168.113    | 0,5  | 3       |
|                          | Lista Marco Pannella                            | 166.708    | 0,5  | −       |
|                          | Per la Calabria (PDS – FdV – La Rete – PRI)     | 143.976    | 0,4  | 2       |
|                          | Lega Autonomia Veneta                           | 142.446    | 0,4  | 1       |
|                          | La Lega Casalinghe-Pensionati                   | 134.327    | 0,4  | −       |
|                          | Lega Alpina Lumbarda                            | 119.153    | 0,4  | 1       |
|                          | Caccia Pesca Ambiente                           | 116.395    | 0,3  | −       |
|                          | Sonstige                                        | 584.145    | 1,8  | 1       |
| Gesamt                   | Gesamt                                          | 33.328.581 | 100  | 315     |
|                          |                                                 |            |      |         |
| Ungültige Stimmen        | Ungültige Stimmen                               | 2.304.786  | 6,5  |         |
| Wähler                   | Wähler                                          | 35.633.367 | 86,8 |         |
| Wahlberechtigte          | Wahlberechtigte                                 | 41.053.543 |      |         |
|                          |                                                 |            |      |         |
| Quelle: Innenministerium |                                                 |            |      |         |